# Consiliul Militar Siriac
Consiliul Militar Siriac (siriacă ܡܘܬܒܐ ܦܘܠܚܝܐ ܣܘܪܝܝܐ, translit. Mawtbo Fulḥoyo Suryoyo, prescurtat MFS; arabă المجلس العسكري السرياني السوري) este o unitate militară asiriană/siriacă din Siria. Înființarea organizației a fost anunțată pe 8 ianuarie 2013. Conform Consiliul Militar Siriac, scopul unității este să apere drepturile naționale și să protejeze poporul asirian/siriac din Siria. Organizația luptă în special în zonele dens populate de asirieni din Guvernoratul Al-Hasaka.
Pe 16 decembrie 2013, Consiliul Militar Siriac a anunțat fondarea unei academii militare numită „Martir Abgar”. 
Pe 24 decembrie, MFS a publicat fotografii cu luptătorii săi controlând satul asirian Ghardukah, situat la 8 km sud de Qahtaniyya (Tirbespiyê/Qabre Hewore). Biserica satului fusese complet distrusă de jihadiștii Jabhat al-Nusra, care ocupaseră localitatea înainte de a fi alungați, la jumătatea lunii octombrie, după o operațiune militară lansată de Unitățile de Apărare a Poporului (YPG), în care au participat și membrii MFS. 
În septembrie 2015, Consiliul Militar Siriac a înființat o unitate militară și de poliție formată doar din femei, intitulată Forțele Feminine de Apărare Bethnahrain.

## Istoric

### Operațiunile Tell Brak și Tel Hamis (2013–14)
MFS a participat și la ofensiva condusă de YPG împotriva Jabhat al-Nusra și Statului Islamic în Irak și Levant (SIIL) care a început pe 26 decembrie 2013 în zona Tel Hamis. YPG și MFS n-au reușit să păstreze satul Tell Brak și au eșuat în încercarea de a ocupa Tel Hamis, iar ofensiva a fost oprită la începutul lui ianuarie 2014. Totuși, pe 23 februarie, un raid executat de YPG și Consiliul Militar Siriac înainte de ivirea zorilor a capturat Tell Brak.

### Ofensiva de la frontiera siriano-irakiană (iunie 2014)
MFS, împreună cu forțele YPG, a luat parte la o ofensivă de-a lungul frontierei dintre Siria și Irak. Forțele reunite au reușit să oblige luptătorii SIIL să bată în retragere, după ce jihadiștii ocupaseră Mosul și cea mai mare parte a guvernoratului Ninive în timpul Ofensivei din nordul Irakului. Operațiunea MFS și YPG a condus la controlul complet asupra Til-Koçar, de partea siriană a frontierei, și Rabiei, de partea irakiană a frontierei.

### Ofensivele din Ninive și Sinjar (august 2014)
MFS, YPG și alte forțe aliate au participat la o ofensivă în districtul Sinjar al guvernoratului Ninive, cu scopul de a proteja minoritățile etnice și religioase împotriva atacurilor islamiștilor suniți ai SIIL.